# Delstatlig åklagare i USA

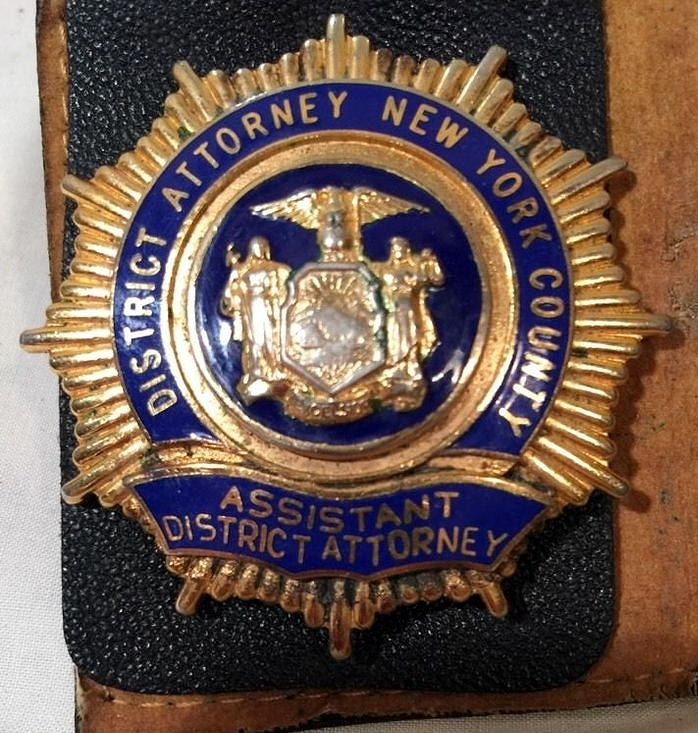
Tjänstetecken för en Assistant District Attorney i New York County i delstaten med samma namn.

En delstatlig åklagare i USA (som vanligen bär titeln District Attorney, men benämningarna varierar) är en åklagare som för åtal i delstatliga domstolar under respektive delstats lagstiftning och jurisdiktion i USA. Vanligen finns det ett åklagarämbete för varje county. För hela delstaten finns en attorney general som är delstatens justitieminister och högsta åklagare. 
District Attorney (distriktsåklagare, eller vad titeln i respektive delstat är, se nedan) kan avse dels själva ämbetet som chefsåklagaren för varje åklagarämbete, men även organisationen runt denne och dennes medarbetare. En chefssåklagare vid ett större ämbete leder vanligen en stab av åklagare, som oftast kallas biträdande distriktsåklagare (Assistant District Attorney, ADA). De flesta åtal delegeras till en eller flera ADA, där chefsåklagaren enbart för åtal i de viktigaste fallen och har det övergripande ansvaret för åklagarämbetet.
Delstatliga åklagare finns parallellt med och ska inte förväxlas med federala åklagare som för åtal i federal domstol.

## Titlar
Titlarna för delstatliga åklagare varierar från delstat till delstat. District Attorney är vanligast överlag, men det finns även titlar som County Attorney, Prosecuting Attorney (i Michigan, Indiana, Hawaii och West Virginia), County Prosecutor, State Attorney, State's Attorney, State Prosecutor, Commonwealth's Attorney (i Virginia och Kentucky) eller District Attorney General (i Tennessee).

## Funktion och organisation

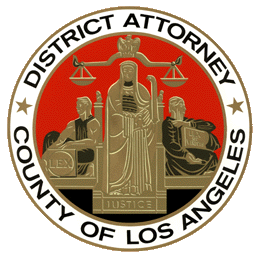
Sigill för distriktsåklagaren i Los Angeles County.

Beroende på respektive delstatskonstitution eller lagstiftning är chefsåklagaren antingen folkvald eller utsedd av delstatens guvernör. Blandsystem förekommer, exempelvis i delstaten New York där distriktsåklagaren i varje county är folkvald men kan avsättas genom beslut av den likaledes folkvalda guvernören.
Uppgifterna för en delstatlig åklagare är fastställda i delstatslag och inkluderar att representera delstaten i straffrättsliga mål som ägt rum inom den egna jurisdiktionen, vanligen avgränsat till ett county eller ett särskilt juridiskt distrikt.
Beroende på lagstiftning kan åtal antingen väckas direkt av delstatsåklagaren eller genom att åklagaren begär av en åtalsjury (engelska: Grand jury) att väcka åtal. I det senare fallet prövar åtalsjuryn om det finns sannolika skäl (probable cause) att anta att ett brott begåtts; däremot lämnar åtalsjuryn till domstolen att pröva skuldbördan.
När åtal väckts är åklagaren skyldig att föra delstatens talan i rättegång. Delstaten kan också erbjuda den åtalade en plea bargain, i vilket åklagaren och den misstänkte genom sitt juridiska ombud, erkänner sig skyldig och förhandlar om en mer fördelaktig påföljd jämfört med vad utfallet sannolikt skulle bli i en genomförd rättegång.
I vissa jurisdiktioner kan distriktsåklagare även agera som rättslig rådgivare för den lokala polisen.
En District Attorney (eller annan motsvarande titel enligt ovan) leder vid större kontor en stab av åklagare, det primära biträdet tituleras ofta Assistant District Attorney (ADA) och de lägre åklagarna tituleras ofta som Deputy District Attorney (DDA).